# Ochotniczy Legion Duński
Ochotniczy Legion Duński (duń. Frikorps Danmark, niem. Freikorps Danmark) – duńska kolaboracyjna formacja zbrojna w służbie Niemiec podczas II wojny światowej.

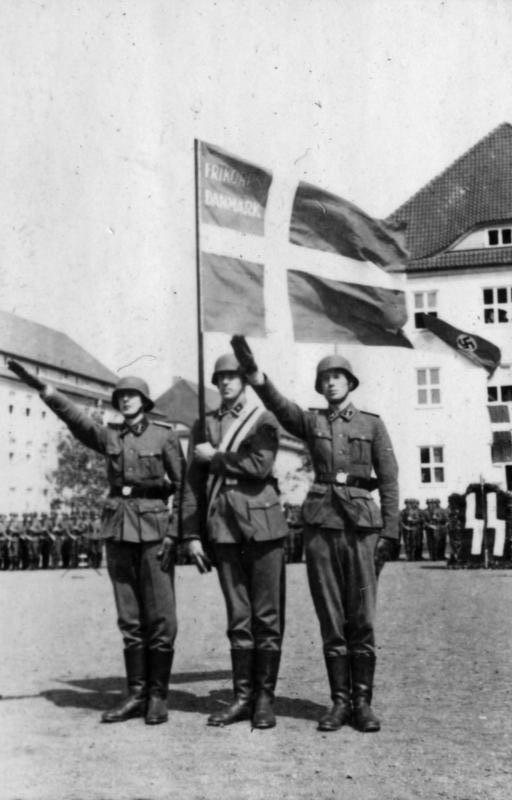
Ochotniczy Legion Duński w 1941.

## Historia
Krótko po najeździe Niemiec na ZSRR 22 czerwca 1941 r. niewielka duńska partia nazistowska Narodowosocjalistyczna Duńska Partia Robotnicza (Danmarks National-Socialistiske Arbejder Parti) Fritsa Clausena przedstawiła władzom niemieckim projekt utworzenia duńskiej jednostki ochotniczej do walki z Sowietami na froncie wschodnim, dla której zaproponowano nazwę „Frikorps Danmark”. Po zgodzie Niemców i aprobacie rządu duńskiego rozpoczęto rekrutację do Korpusu mężczyzn w wieku od 17 do 35 lat. Wszystkim eksżołnierzom gwarantowano utrzymanie stopni wojskowych i wysługi lat z okresu służby w armii duńskiej.
Zwerbowano ok. 480 ludzi, na czele których stanął płk Christian Peder Kryssing. 19 lipca przeniesiono ich do Hamburga, gdzie sformowano 1 Batalion Frikorps. 10 sierpnia powstał 2 Batalion, w skład którego weszła część żołnierzy duńskich z Pułku „Nordwest” 5 Dywizji Pancernej SS „Wiking”. Do końca 1941 r. łączna liczebność Korpusu wyniosła 1164 żołnierzy. 8 lutego 1942 r. Niemcy pozbawili dowództwa jednostki płk. Kryssinga, do którego nie mieli zaufania, zastępując go duńskim arystokratą z rodziny o niemiecko-bałtyckich korzeniach, księciem Chrystianem Frederikiem von Schalburgiem, przeniesionym z Pułku „Germania” Dywizji „Wiking”.
W maju 1942 r. Frikorps Danmark został wysłany na front wschodni z przydziałem do 3 Dywizji Pancernej SS „Totenkopf”. Duńczycy uczestniczyli w ciężkich walkach o odblokowanie kotła diemiańskiego i o Wasiliewszczynę, broniąc jej przed przeważającymi siłami sowieckimi. W walkach tych ponieśli duże straty. 2 czerwca zginął von Schalburg, którego następnie uroczyście pochowano w Kopenhadze, a jego następcą został Hans Albert von Lettow-Vorbeck, który też poległ już 11 czerwca. Kolejnym dowódcą Korpusu został Knud Børge Martinsen. Ogółem zginęło ponad 120 duńskich żołnierzy. We wrześniu niemieckie dowództwo odesłało jednostkę z frontu do Danii na miesięczny odpoczynek. W październiku wróciła do ZSRR, licząc ok. 1800 ludzi, tym razem w rejon Wielkich Łuków. Od stycznia 1943 r. Korpus brał udział w działaniach osłaniających częściowy odwrót wojsk niemieckich na Białorusi.
W marcu jednostka została ostatecznie wycofana z frontu i przeniesiona do Grafenwöhr w Niemczech, gdzie 20 maja rozformowano ją. Duńczycy sformowali następnie 24 Pułk Grenadierów Pancernych SS „Danmark”, który wszedł w skład 11 Ochotniczej Dywizji Grenadierów Pancernych SS „Nordland”.

## Odznaki
Żołnierze Frikorps Danmark nosili mundury Waffen-SS uzupełnione opaską z napisem „Freikorps Danmark”, a na oficerskich mundurach także owalną tarczę z białym krzyżem na czerwonym tle. Początkowo zamiast runów Sig na prawej patce noszono duńską flagę, ale wkrótce zrezygnowano z tego i Duńczycy nosili normalne patki z runami. Pierwszym sztandarem Freikorpsu była flaga duńska z nazwą oddziału, ale sztandar ten wkrótce wymieniono na odpowiadający kształtem i symboliką sztandarom innych oddziałów Waffen-SS.

## Dowódcy
- SS-Obersturmbannführer Christian Peder Kryssing 19.07.1941 – 23.02.1942 r.
- SS-Obersturmbannführer Knud Børge Martinsen 23.02–1.03.1942 r.
- SS-Obersturmbannführer Christian Frederik von Schalburg 1.03–2.06.1942 r.
- SS-Obersturmbannführer Hans Albert von Lettow-Vorbeck 9.06–11.06.1942 r.
- SS-Obersturmbannführer Knud Børge Martinsen 11.06.1942 – 20.05.1943 r.